# ژنرال نیروی هوایی
ژنرال نیروی هوایی یا ژنرال پنج ستاره دومین درجهٔ نظامی در نیروهای مسلح ایالات متحده بعد از ژنرال شش‌ستاره و دومین درجهٔ ممکن عملیاتی در نیروی هوایی ایالات متحده می‌باشد.

## درجه‌های برابر
درجهٔ ژنرال نیروی هوایی، ویژهٔ نیروی هوایی ایالات متحده آمریکا می‌باشد و معادل آن در نیروی دریایی ایالات متحده آمریکا آدمیرال ناوگان است و همچنین معادل آن در نیروی زمینی ایالات متحده آمریکا ژنرال نیروی زمینی می‌باشد.
ژنرال نیروی هوایی، یک درجه بالاتر از ارتشبد است.

## نگارخانه